# Ataque em Fotokol em 2015
O ataque de Fotokol de 2015 ocorreu em 4 e 5 de fevereiro de 2015, quando membros do grupo terrorista Boko Haram  mataram pelo menos 91 pessoas, com tiroteios e incêndios, e feriram mais de 500 em Fotokol, Camarões. Os militantes -que estão baseados no nordeste da Nigéria e ativos no Chade, Níger e norte dos Camarões  - também incendiaram mesquitas e igrejas da cidade. Este ataque ocorreu um dia depois que as forças regionais declararam terem expulsado o Boko Haram de Gambaru, uma cidade nigeriana próxima a Fotokol.  No dia 6 de fevereiro, o Boko Haram atacou duas cidades fronteiriças dentro do país vizinho, o Níger, sendo este o segundo ataque a um país estrangeiro pelos jihadistas naquele ano. 
Tanto o exército camaronês quanto as forças chadianas foram implantadas como uma força regional para combater os jihadistas. O exército chadiano afirmou ter matado cerca de 200 militantes.  A França também forneceu apoio com armas, logística e operações para este esforço multinacional contra o Boko Haram. 